# Крічова (комуна)
Крічова (рум. Criciova) — комуна у повіті Тіміш в Румунії. До складу комуни входять такі села (дані про населення за 2002 рік):
- Ждіоара (607 осіб)
- Крічова (741 особа)
- Чирешу (368 осіб)
- Чирешу-Мік

Комуна розташована на відстані 343 км на північний захід від Бухареста, 66 км на схід від Тімішоари.

## Населення
За даними перепису населення 2002 року у комуні проживали 1716 осіб.
Національний склад населення комуни:
| Національність | Кількість осіб | Відсоток |
| -------------- | -------------- | -------- |
| румуни         | 1472           | 85,8%    |
| українці       | 218            | 12,7%    |
| цигани         | 15             | 0,9%     |
| угорці         | 6              | 0,3%     |
| німці          | 1              | 0,1%     |
| словаки        | 1              | 0,1%     |
| італійці       | 1              | 0,1%     |

Рідною мовою назвали:
| Мова       | Кількість осіб | Відсоток |
| ---------- | -------------- | -------- |
| румунська  | 1498           | 87,3%    |
| українська | 206            | 12,0%    |
| циганська  | 8              | 0,5%     |
| угорська   | 2              | 0,1%     |
| італійська | 1              | 0,1%     |

Склад населення комуни за віросповіданням:
| Релігія            | Кількість осіб | Відсоток |
| ------------------ | -------------- | -------- |
| православні        | 1406           | 81,9%    |
| баптисти           | 189            | 11,0%    |
| п'ятдесятники      | 92             | 5,4%     |
| римо-католики      | 17             | 1,0%     |
| адвентисти         | 8              | 0,5%     |
| реформати          | 2              | 0,1%     |
| не вказали релігію | 1              | 0,1%     |